# Andrij Szuliak
Andrij Szuliak – poseł do Sejmu Krajowego Galicji II kadencji (1867–1869), włościanin z Medenic.
Wybrany w IV kurii obwodu Sambor, z okręgu wyborczego nr 23 Łąka-Medenice. 